# Shin'ai
Singles de Nana Mizuki
Trickster
(2008) Mugen
(2009)
Shin'ai (深愛) est le 19e single de la chanteuse et seiyū japonaise Nana Mizuki sorti le 21 janvier 2009 sous le label King Records, soit le jour de son anniversaire. "Shinai" est également le nom de l'autobiographie de l'artiste sorti le même jour. Il arrive 2e à l'Oricon. Il se vend à 42 630 exemplaires la première semaine et reste classé 18 semaines pour un total de 62 869 exemplaires vendus.
Shin'ai a été utilisé comme thème d'ouverture de l'anime White Album et comme Power Play de l'émission MUSIC FIGHTER en janvier 2009. Pride of Glory a été utilisé comme thème de fermeture pour l'émission de radio "Radio de Culture" en janvier 2008. Gozen Rei Ji no Baby Doll a été utilisé comme thème de fermeture pour l'émission de radio "Gold Rush: Nana Mizuki's M world" (GOLD RUSH ★水樹奈々のＭの世界★). Shin'ai se trouve sur l'album Ultimate Diamond.

## Liste des titres
| 1. | Shin'ai (深愛 (lit. Amour profond)                                                 | Nana Mizuki | Noriyasu Agematsu/Hitoshi Fujima | 4:56 |
| 2. | Pride of Glory (PRIDE OF GLORY (lit. Orgueilleuse gloire)                          | Hibiki      | Miki Watanabe                    | 4:41 |
| 3. | Gozen Rei Ji no Baby Doll (午前0時のBaby Doll (lit. Les petites poupées de minuit) | SAYURI      | Yōhei Sugita/Nishi-ken           | 4:21 |